# Gaius Scribonius Curio (Konsul 76 v. Chr.)
Gaius Scribonius Curio († 53 v. Chr.) war ein Politiker der späten römischen Republik.
Der Sohn eines gleichnamigen Senators der gracchischen Zeit war im Jahr 90 v. Chr. Volkstribun. 86 v. Chr. nahm er als Legat Sullas an der Eroberung Athens teil und operierte im folgenden Jahr in Kleinasien gegen Mithridates VI. Er kehrte 83 v. Chr. mit Sulla nach Italien zurück und profitierte von dessen Proskriptionen. 76 v. Chr. war er Konsul, nachdem er im Vorjahr seine Bewerbung zugunsten von Mamercus Aemilius Lepidus Livianus zurückgezogen hatte. Er wandte sich gegen einen Versuch, die von Sulla eingeführten Beschränkungen für das Volkstribunat wieder aufzuheben, und übernahm Ende des Jahres die Provinz Makedonien.
In Makedonien kämpfte Curio bis 72 v. Chr. als Prokonsul gegen die Dardaner und stieß bis zur unteren Donau vor. Dem Bericht des römischen Historikers Florus zufolge scheint die erste Kampagne Curios in die Regionen nördlich der Donau nicht erfolgreich gewesen zu sein. Aus den erhaltenen Resten des Geschichtswerkes Ab urbe condita von Titus Livius geht jedoch hervor, dass er 74/73 v. Chr. einen Sieg über die Dardaner errang. Aus dem spätantiken Geschichtswerk des Rufus Festus geht außerdem hervor, dass er als erster römischer Feldherr bis zur Donau vorstieß; dessen Zeitgenosse Eutropius berichtet zudem noch, dass Curio durch seinen Sieg die kriegerischen Auseinandersetzungen nach drei Jahren beendete und nach seiner Rückkehr nach Rom mit einem Triumph geehrt wurde.
Eventuell war Curio 61 v. Chr. Zensor. In den Jahren bis zu seinem Tod 53 v. Chr. war er ein entschiedener Gegner Gaius Iulius Caesars. Er war ab spätestens 60 v. Chr. Pontifex und galt als begabter Redner. Sein gleichnamiger Sohn ging Ende der 50er Jahre zu Caesar über.